# Eupithecia rauca
Eupithecia rauca là một loài bướm đêm trong họ Geometridae.